# Nicola Giannattasio
Nicola Giannattasio (Salerno, 15 dicembre 1980) è un giocatore di calcio a 5 e allenatore di calcio a 5 italiano.

## Biografia
Giocatore di calcio a 5 e giornalista, risiede da sempre a Prato. Nella squadra della sua città ha mosso i primi passi da calcettista, fino a conquistare due scudetti (2001-02 e 2002-03), una Coppa Italia (2001-02) e una Supercoppa italiana (2002).

## Carriera sportiva
Nella stagione 1997-98 entra nel settore giovanile del Prato Calcio a 5, alla sua prima stagione nella massima serie. Gioca nell'Under 21 biancazzurra fino al 2002, ma già nel 1999 entra a far parte della rosa della prima squadra, diventando il secondo di Claudio Fiori dopo l'infortunio occorso a David Calabria. 
Nel marzo del 2000 a Jesi, il tecnico Alberto Carobbi lo fa esordire in serie A all'età di 19 anni. L'anno dopo arriva a Prato Jesús Velasco e con lui alla guida la squadra compie il definitivo salto di qualità. I nuovi metodi di allenamento introdotti dal tecnico iberico lo mettono in difficoltà, tant'è che la società acquista un nuovo portiere Alessandro Sferrella da affiancare a Fiori. La stagione successiva, però, è quella del rilancio e della consacrazione. Velasco ha fiducia in lui e lo schiera come titolare nei play-off scudetto a partire dai quarti di finale contro il Reggio Calabria. L'ottima prestazione vale la conferma tra i pali anche nelle tre tiratissime gare di semifinale contro la Lazio, ma un'espulsione lo costringerà a guardare i compagni dalla tribuna nella finale contro lo Stabia.
Il 2002-03 lo vede affiancare il veterano Fiori nel corso di una stagione in cui i due si alternano tra i pali. Arrivano l'esordio nella UEFA Futsal Cup, e la vittoria del secondo scudetto, ma nei play off Velasco gli preferisce Fiori. Con l'acquisto poi del portiere italo-brasiliano Alexandre Feller, si trasferisce in prestito al San Michele in serie A2. La squadra, che ha come allenatore Pippo Quattrini, già capitano del Prato bi-scudettato, chiude la stagione al 6º posto, una posizione fuori dai play-off promozione. Nel 2004/2005 passa, ancora in prestito, all'Atlante Grosseto, con cui vince il campionato di serie B, affermandosi come uno dei migliori portieri della categoria.
Nel 2005-06 è di nuovo in A2, ma il Grosseto retrocede in serie B. Si consola classificandosi al primo posto nel corso periferico per allenatori di calcio a 5 che si svolge a Coverciano, ottenendo così l'attestato di abilitazione. Nel 2006-07 risponde alla chiamata del vecchio amore, il Prato, appena retrocesso in A2. I numerosi problemi economici tuttavia costringono la società a privarsi dei migliori giocatori e dopo un discreto girone di andata arriva un'altra, amara, retrocessione. Nel 2007-08 è chiamato dal suo vecchio compagno di squadra Velimir Andrejić al Kaos Futsal, appena promosso dalla serie B. Dopo l'esperienza al Kaos torna in Toscana, alla Poggibonsese, in serie B. Raggiunge due volte la Final Eight di Coppa Italia, perdendo nel 2010 la finale contro la Cogianco Genzano. Nella stagione 2013/14 un'altra finale persa, quella per la promozione in A2, contro l'Arzignano. Dal 2011 è anche allenatore della formazione Under 21, condotta alla vittoria del campionato regionale nel 2014/15.

## Palmarès

### Giocatore
- Campionato italiano: 2

Prato: 2001-02, 2002-03
- Coppa Italia: 1

Prato: 2001-02
- Supercoppa italiana: 1

Prato: 2002
- 1 Campionato di serie B: 2004/05
- 2 Campionati regionali Under 21: 2000/01, 2001/02

### Allenatore
- 1 Campionato regionale Under 21: 2014/15
- 1 Coppa Toscana femminile: 2024/25

## Attività giornalistica
A 19 anni, nel settembre del 2000, inizia a collaborare con il Corriere di Prato ed il Corriere di Firenze, occupandosi prima di cronaca e successivamente di sport. Dal 2001 si occupa di tutti i principali sport della città di Prato: Calcio, Calcio a 5, Pallamano, Hockey su pista e Rugby. Collaborazione che prosegue tuttora.
In particolare segue la promozione del Prato dalla C2 alla C1, e gli scudetti del Prato Calcio a 5 e dell'Hockey Primavera Prato. La Final Four di Champions League di Hockey su pista nel 2004, diverse edizioni del "Gran Premio Industria e Commercio" di ciclismo, la Final Four di Coppa Italia di volley femminile nel 2007. Le amichevoli della nazionale italiana di Rugby contro Francia e Tonga. Nel 2002 fonda e dirige il portale internet Sportalprato.it, unico ad occuparsi dello sport nella città di Prato. Nel 2003 si iscrive all'albo dei giornalisti non professionisti.
Nel 2004 scrive, con la collaborazione dell'amico ed ex compagno di squadra Pippo Quattrini il libro Il Calcio a 5 - Campioni e segreti di una disciplina che in pochi anni ha saputo entrare nel cuore di milioni di italiani, edito da Armenia per la collana ECO SPORT. Si tratta dell'unico libro pubblicato in Europa che parla della nascita e dell'evoluzione del Calcio a 5 nel mondo. Nel 2007 viene nominato Direttore Responsabile del settimanale Pallaalcentro.org, rivista specializzata del calcio a 5 nella regione Toscana. Dal 2011 al 2014 è redattore presso Radio Insieme di Prato.
| Controllo di autorità | VIAF (EN) 90349138 · SBN SBNV001141 |